# Mary's Land
Mary's Land (Tierra de María) es una película documental dirigida y protagonizada por Juan Manuel Cotelo. La cinta muestra el testimonio de diferentes personas que han vivido una experiencia buena con la Virgen María .

## Sinopsis
El abogado del Diablo (Juan Manuel Cotelo) es enviado por su jefa (Carmen Losa) a entrevistar varias personas que aseguran haber experimentado una relación sobrenatural con la Virgen María y dan su testimonio al mundo, entre ellos famosos como John Rick Miller, Amada Rosa Pérez y Lola Falana.
La misión del abogado del Diablo será descubrir si ellos están alucinando o si dicen la verdad, llevándolo por un viaje, no solo alrededor del mundo, sino también de descubrimiento personal.

## Reparto

### Actores
- Juan Manuel Cotelo: El abogado del Diablo
- Carmen Losa: La jefa

### Testimonios
- John Rick Miller
- Amada Rosa Pérez
- Salvador Iñiguez
- Francisco Verar
- Dr. John Bruchalski
- Lola Falana
- Filka Mihalj
- Silvia Buso

### Cameos
- Dylan O'Brien: chico en la presentación de Bosnia

## Recepción

### Proyección Internacional
- Octava película más vista en su estreno en México. Más de 100.000 espectadores acumulados.
- En Paraguay, durante la semana de su estreno, se convirtió en la tercera película más vista en cines, solo superada por "Exodus" y "Los Juegos del Hambre SinSajo"
-En Chile, Panamá, Nicaragua, Colombia, Ecuador o El Salvador también se estrenó entre las 10 películas más vistas de la semana, compitiendo contra película de presupuestos 10 veces superiores y con muchas más copias de exhibición.
- En USA, estrenamos en tan solo 3 salas y el éxito provocó que CINEMARK (la 2ª exhibidora más grande del mundo) la proyectase en 20 ciudades estadounidenses
- En Italia, ha sumado más de 80.000 espectadores.

- En Polonia, se convirtió en todo un fenómeno que superó los 130.000 espectadores en cine.

(El titular dice: "Toda Polonia habla sobre la película, faltan plazas en los cines, el FENÓMENO de TIERRA DE MARÍA.")
- Y en Ecuador cumplió 8 meses consecutivos en cines. Y es una de las 10 películas lás taquilleras de todo 2014.
-Película más rentable en España durante su semana de estreno y 7 meses en cartelera.
-Más de 100.000 seguidores en las redes sociales de la película.
-Exhibida por las cadenas de cines más importantes de América y Europa (Cinemex, Cinehoyts, Cinepolis, Cinemark, Kinepolis, Yelmo Cineplex, Cinesa...